# Vlag van Pärnumaa

Vlag van Pärnumaa

De vlag van Pärnumaa, een provincie van Estland, bestaat net als alle vijftien andere Estische provincievlaggen uit twee even hoge banen van wit en groen met het provinciewapen op het midden van de witte baan. Groen staat voor de natuur in Estland. Ook toen werd gekozen voor een unieke en als zodanig direct herkenbare provincievlag. De vlag is, net als alle andere provincievlaggen, vastgelegd door toenmalig president Konstantin Päts: dit gebeurde op 26 september 1996. De hoogtelengte verhouding van de vlaggen is 7:11; bij een vlag van 105 bij 165 centimeter is de hoogte van het wapen 40 centimeter.
Het provinciewapen op het midden van de witte baan van de vlag bestaat uit een geel schild met een zwarte klimmende beer, rood getongd en wit getand en genageld.
Het wapen werd in 1934 aangenomen en in 1937 behouden. De bruine beer komt ook nu nog voor in de bossen van Pärnumaa. Het is dan ook het symbool van de provincie. Om heraldische redenen is de beer zwart. De tanden en nagels zijn wit daar de commissie rode tanden en nagels te bloederig vond.